# Херцег-Новий
Хе́рцег-Но́вий, Ге́рцег-Но́вий, Ге́рцеґ-Но́ві (чорн. Херцег Нови / Herceg Novi) — місто в Чорногорії, адміністративний центр общини, розміщений у гирлі Которської затоки на березі Адріатичного моря. Населення 12739 жителів (2003). Утворює агломерацію з містом Ігало.
Місто засноване в 1382 році, спочатку мало назву Светий Стефан (зараз таку назву має інше місто в Чорногорії).

## Назва
Офіційний український Газетир — покажчик географічних країн світу подає назву Герцеґ-Нові. У часописі «Урядовий кур'єр» є назва Герцег-Нови, на сайті РБК — Герцег-Новий, в Українській радянській енциклопедії — Херцег-Новий.

## Пам'ятники старовини
Більшість пам'яток зосереджена в Старому місті.

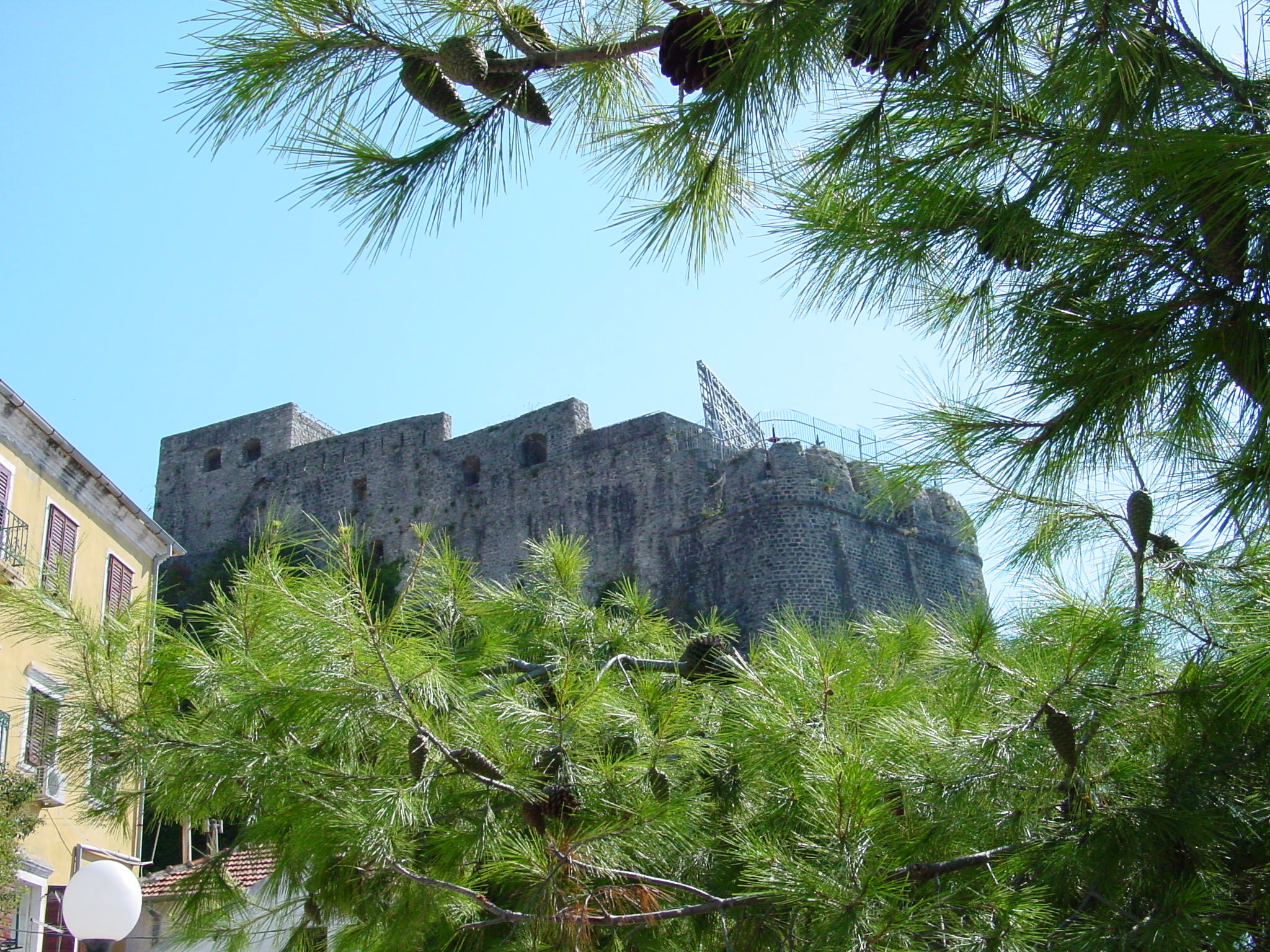
Фортеця Кривава вежа

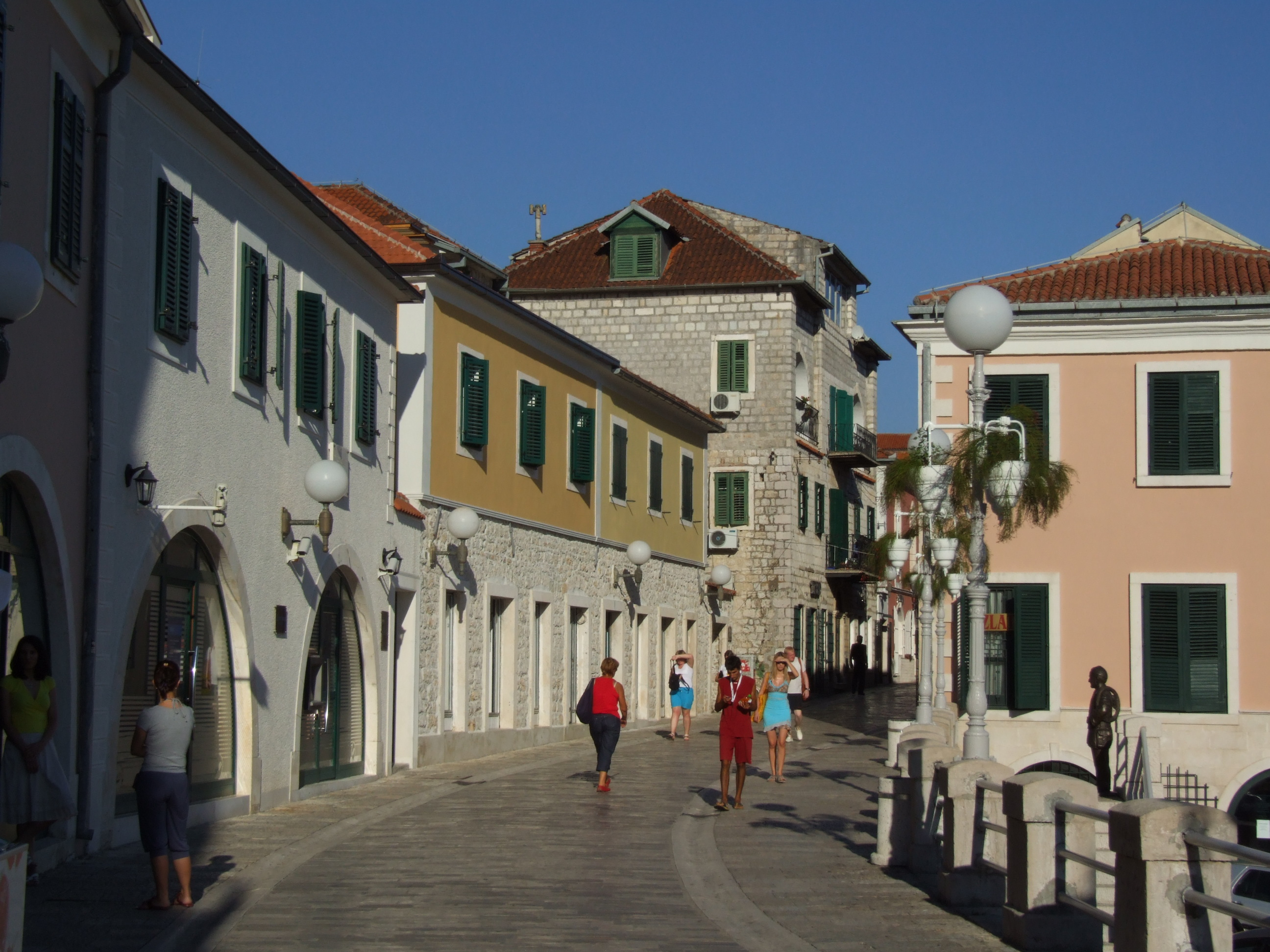
Вуличка в старому місті

- Фортеця Кривава вежа (тур. Канлі кула) — побудована турками під час другого свого правління в місті у 1539—1687 роках. «Кривава вежа» тому, що протягом багатьох років тут була в'язниця. Побудована на твердій вапняковій скелі на висоті 85 м над рівнем моря. Фортеця побудована в основному з грубо тесаного каміння місцевого походження скріпленого вапняним розчином. Фундамент фортеці має неправильну прямокутну форму з розміром приблизно 70×60 м. Твердиня спочатку мала тільки один вхід з південної сторони, але після руйнування північної стіни венеційцями там зробили другу браму, яка не використовується й до́сі. Фортеця сильно постраждала під час землетрусу в 1979 році. Тепер у фортеці є літній театр просто неба, де відбуваються всі види шоу та концертів, у тому числі щорічний кінофестиваль, який відбувається на початку серпня.

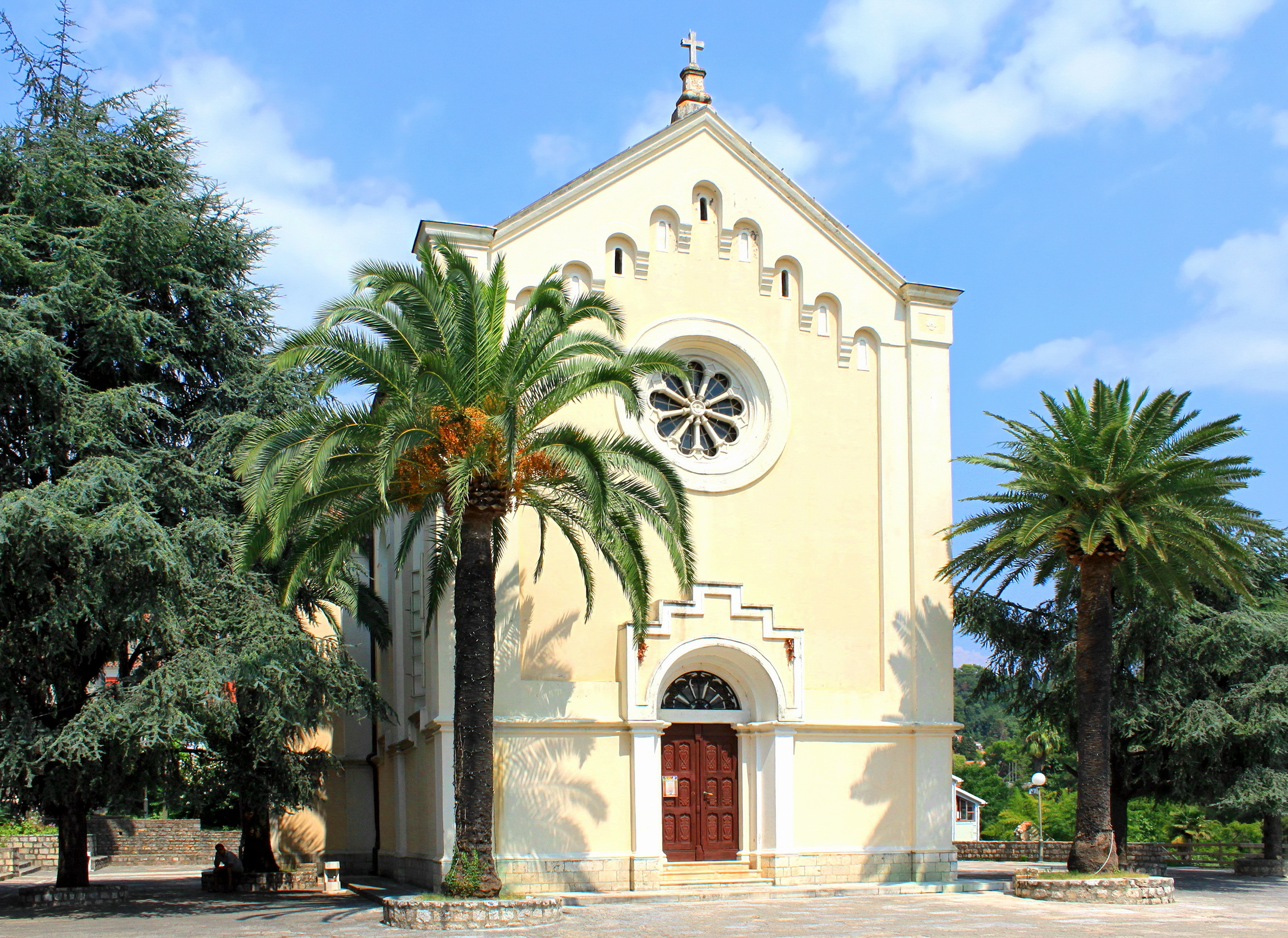
Церква Св. Ієроніма
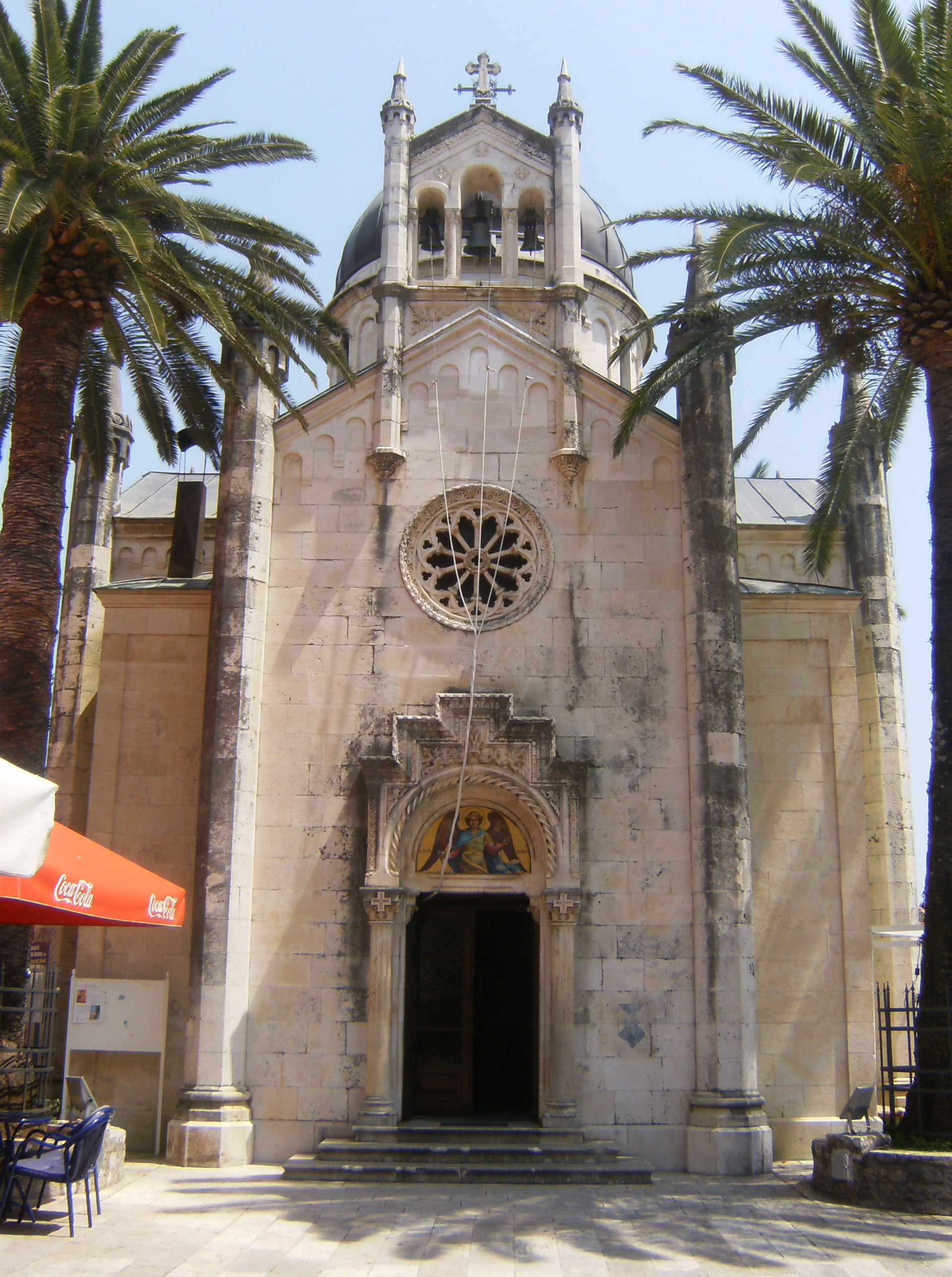
Храм Архистратига Михаїла СПЦ

## Клімат
Клімат дуже комфортний, теплий, який характеризується сухим і жарким літом, та м'якою і дощовою зимою. Клімат підходить людям, що мають проблеми з алергіями. Також клімат підходить для дітей та осіб похилого віку.

## Уродженці
- Марко Цар (1859—1953) — сербський і чорногорський письменник, політик і активіст.